# Leadington
Leadington és una població dels Estats Units a l'estat de Missouri. Segons el cens del 2000 tenia 206 habitants.

## Demografia
Segons el cens del 2000, Leadington tenia 206 habitants, 92 habitatges, i 51 famílies. La densitat de població era de 117 habitants per km².
Dels 92 habitatges en un 25% hi vivien nens de menys de 18 anys, en un 41,3% hi vivien parelles casades, en un 14,1% dones solteres, i en un 43,5% no eren unitats familiars. En el 39,1% dels habitatges hi vivien persones soles el 17,4% de les quals corresponia a persones de 65 anys o més que vivien soles. El nombre mitjà de persones vivint en cada habitatge era de 2,24 i el nombre mitjà de persones que vivien en cada família era de 2,83.
Per edats la població es repartia de la següent manera: un 24,3% tenia menys de 18 anys, un 11,2% entre 18 i 24, un 23,8% entre 25 i 44, un 20,4% de 45 a 60 i un 20,4% 65 anys o més.
L'edat mediana era de 40 anys. Per cada 100 dones de 18 o més anys hi havia 90,2 homes.
La renda mediana per habitatge era de 19.722 $ i la renda mediana per família de 25.577 $. Els homes tenien una renda mediana de 26.429 $ mentre que les dones 30.417 $. La renda per capita de la població era de 13.336 $. Entorn del 10,3% de les famílies i el 13,9% de la població estaven per davall del llindar de pobresa.

## Poblacions més properes
El següent diagrama mostra les poblacions més properes.